# منفضة

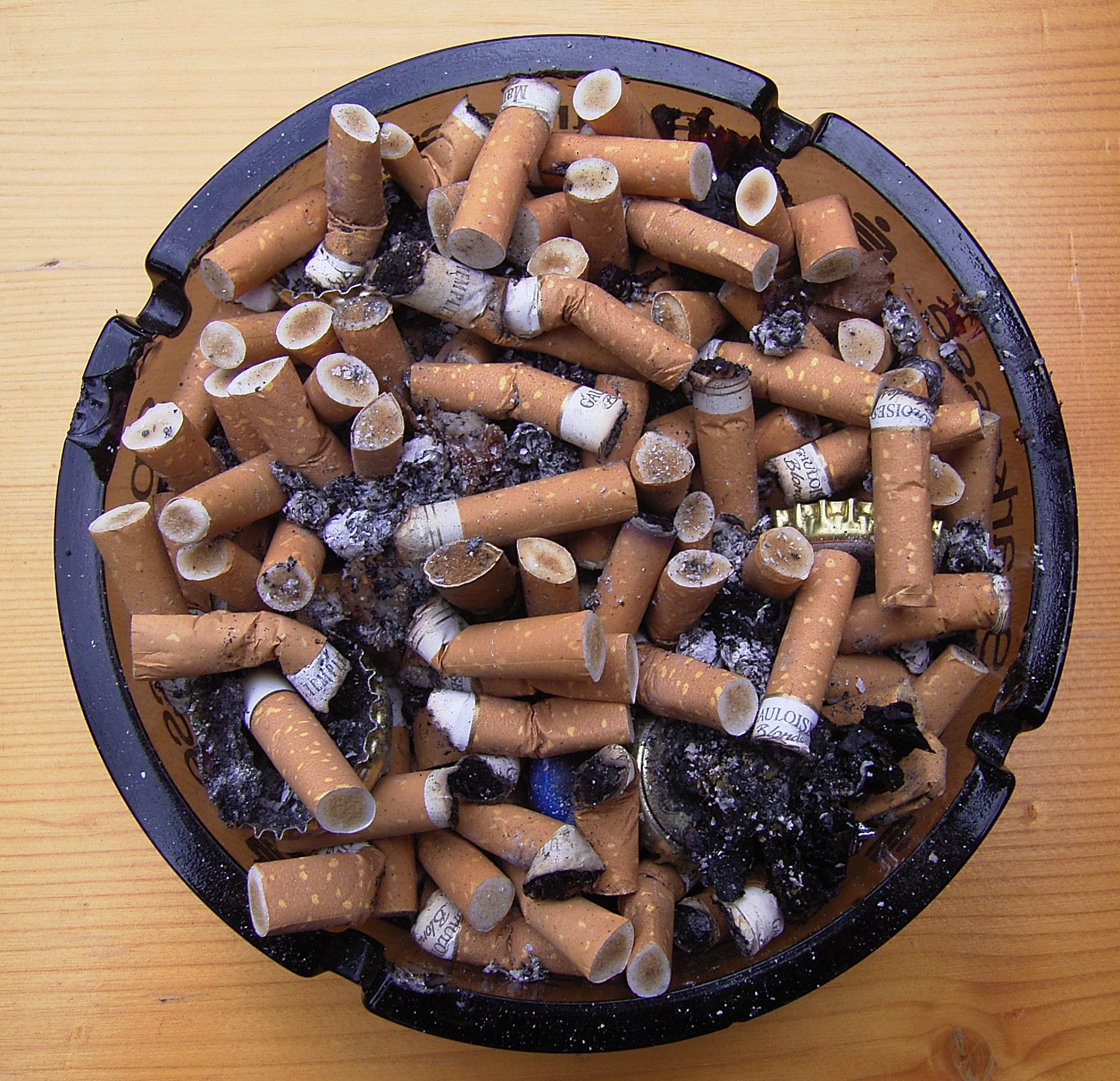
منفضة مترعة بالسجائر

المَنفضة أو المَرمَدة أو الطفاية وهي صحن توضع فيه أعقاب السجائر، وتصنع من عدة مواد معروفة أما ان تكون من الزجاج أو اللدائن المقوى أو الفخار أو المعدن.